# Pseudolithoxus anthrax
Pseudolithoxus anthrax és una espècie de peix de la família dels loricàrids i de l'ordre dels siluriformes. Els adults poden atènyer fins a12,4 cm de longitud total.
És un peix d'aigua dolça i de clima tropical que es troba a Sud-amèrica: conques dels rius Orinoco, Caura i Aro (Veneçuela).